# 希爾坎區
9°14′44″S 76°43′07″W / 9.2455°S 76.7186°W
希爾坎區（西班牙語：Distrito de Jircan），是秘魯的一個區，位於該國中部瓦努科大區的瓦馬利埃斯省，始建於1942年10月7日，面積84.8平方公里，海拔高度3,202米，2005年人口3,382，人口密度每平方公里40人。